# Iéti

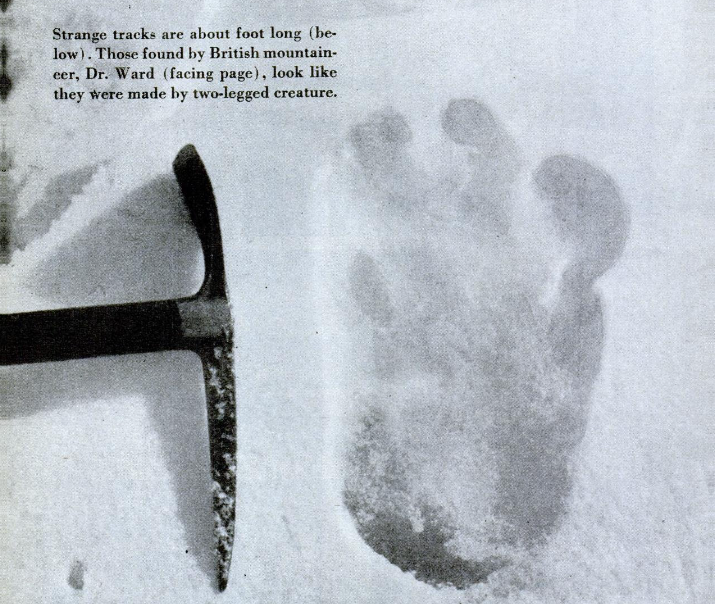
Suposta pegada de um Iéti encontrada por Michael Ward e fotografada por Eric Shipton, tirada na Glacial Menlung, em 1951, numa expedição no Everest, Nepal

Iéti (tibetano: གཡའ་དྲེད་, yeti lit. "urso das rochas") ou Abominável Homem das Neves é uma criatura que supostamente vive na região dos Himalaias.

## Lenda

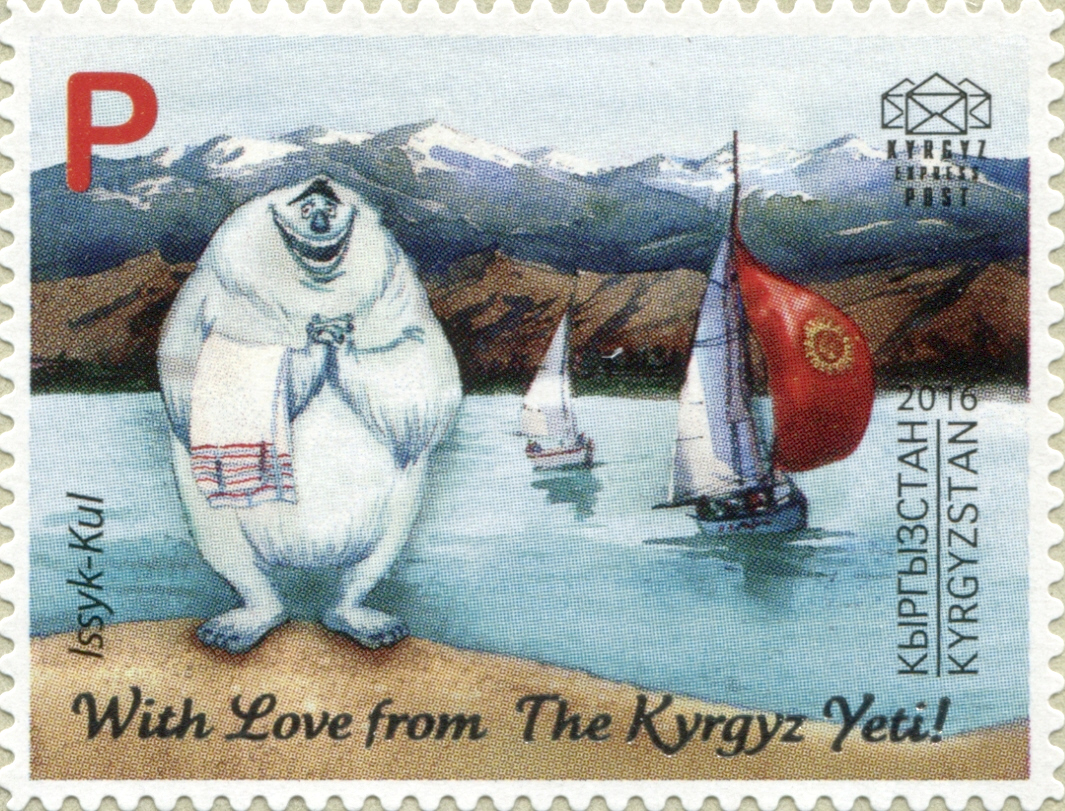
Selo quirguiz de promoção turística com o "Iéti Quiguiz"

Frequentemente costuma ser relacionado a outra criatura que possivelmente pode existir, como o Bigfoot (Pé-grande ou sasquatch), outra criatura misteriosa, que viveria nos Estados Unidos ou no Canadá.
O registro visual mais famoso até hoje ocorreu com o explorador Anthony Wooldridge em 1986. Ele estava acampado nas montanhas localizadas no norte da Índia, e teria visto o Iéti a alguns metros do acampamento. Segundo ele, o Iéti teria ficado imóvel por 45 minutos. Depois que o local foi examinado, foi descoberto que o Iéti avistado seria apenas uma pedra coberta de neve. Posteriormente, Wooldridge admitiu que havia se enganado.
A criatura tem cerca de 2 metros de altura, assim como seu parente, Bigfoot, e também é relatado que possua o mesmo odor fétido, característicos das criaturas citadas em várias civilizações, assim como o mapinguari, na Amazônia, o sasquach, no Canadá, o Bigfoot nos Estados Unidos, Skunk Ape na Flórida e Orang Pendek, na Indonésia, todos possuem existência não confirmadas.

### Aparições fora do Himalaia
O Abominável Homem das Neves também está presente em diversas outras culturas pelo mundo, principalmente em lugares extremamente hostis e montanhosos. Pesquisadores sugerem que o Iéti tem o estranho costume de acasalar com seres de outras espécies, como os humanos, deixando descendentes por todo o mundo com características muito parecidas com as suas porém adaptadas ao clima local.

## Ciência
Em 2014, uma equipe da Universidade de Oxford analisou 57 amostras de cabelo, alegadamente sendo de Iéti, submetendo 36 deles para o teste de DNA. A equipe de Bryan Sykes corresponderam duas das amostras de dois diferentes Iétis a um urso-polar de 40 000 anos de idade, que os especialistas pensavam extinto anos atrás. Entretanto, outros cientistas questionam os resultados do teste de DNA apresentado por Sykes. Dr. Edwards e Dr. Barnett acreditam que a análise genética das amostras dos pelos atribuídos ao Iéti pela equipe de Sykes poderia ser apenas uma degradação do DNA de urso polar. Sykes concordou que as suas amostras do Iéti não eram da queixada de um urso polar pleistocênico.
Um estudo em 2017 analisou os grandes fragmentos de DNA, analisando os genomas mitocondriais completos de supostos Iétis e comparando-os com os genomas mitocondriais de vários ursos, incluindo ursos polares e ursos marrons tibetanos. Oito amostras de restos, tais como pele, ossos e dentes, supostamente provenientes de Iéti, realmente provêm de três tipos diferentes de ursos que vivem no Himalaia.

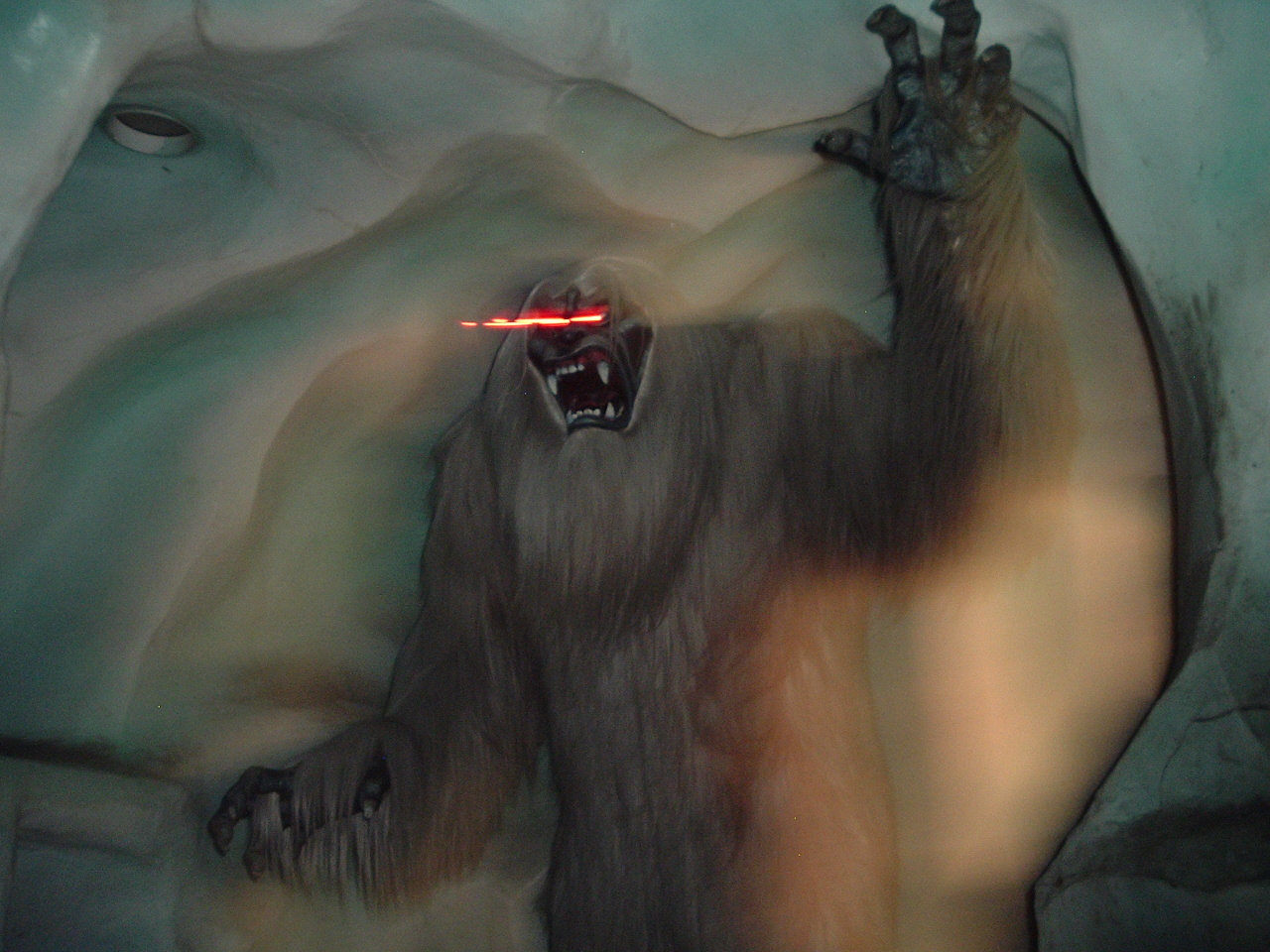
Ilustração de um Iéti